# Harry Manfredini
Pour les articles homonymes, voir Manfredini.
Harry Manfredini est un compositeur américain de musiques de films né le 25 août 1943 à Chicago dans l'Illinois (États-Unis).

## Biographie
Harry Manfredini est surtout connu pour avoir créé la musique de la saga Vendredi 13.

## Filmographie

### Comme compositeur

#### Cinéma

##### Longs métrages
- 1976 : Femme ou démon (Through the Looking Glass) de Jonas Middleton
- 1977 : A Secret Space de Roberta Hodes
- 1977 : Three Dangerous Ladies
- 1977 : Danny
- 1978 : Here Come the Tigers
- 1978 : Manny's Orphans
- 1979 : Le Pouvoir des plantes (The Kirlian Witness) de Jonathan Sarno
- 1979 : Night-Flowers de Louis San Andres
- 1980 : Vendredi 13 (Friday the 13th) de Sean S. Cunningham
- 1980 : De si gentils petits... monstres ! (The Children) de Max Kalmanowicz
- 1980 : Vendredi 13 : Le Tueur du vendredi (Friday the 13th Part 2) de Steve Miner
- 1982 : La Créature du marais (Swamp Thing) de Wes Craven
- 1982 : Meurtres en 3 dimensions (Friday the 13th Part III) de Steve Miner
- 1983 : La Fièvre du printemps (Spring Break) de Sean S. Cunningham
- 1983 : La Malédiction démoniaque (The Returning) de Joel Bender
- 1984 : Le Vol du corbeau (Hrafninn flýgur) de Hrafn Gunnlaugsson
- 1984 : Vendredi 13 : Chapitre final (Friday the 13th: The Final Chapter) de Joseph Zito
- 1984 : La colline a des yeux 2 (The Hills Have Eyes Part II) de Wes Craven
- 1984 : Zombie Island Massacre de John N. Carter
- 1985 : Vendredi 13 : Une nouvelle terreur (Friday the 13th: A New Beginning) de Danny Steinmann
- 1986 : Jason le mort-vivant (Friday the 13th Part VI: Jason Lives) de Tom McLoughlin
- 1986 : Le Jour des fous (Slaughter High) de George Dugdale
- 1986 : House de Steve Miner
- 1987 : House 2 : la deuxième histoire (House II: The Second Story) d'Ethan Wiley
- 1988 : Biceps Business d'Harry Grant
- 1988 : Vendredi 13 : Un nouveau défi (Friday the 13th Part VII: The New Blood) de John Carl Buechler
- 1988 : Le Placard de l'angoisse (Cameron's Closet) d'Armand Mastroianni
- 1988 : Double Revenge d'Armand Mastroianni
- 1988 : Private War de Frank De Palma
- 1989 : M.A.L., mutant aquatique en liberté (DeepStar Six) de Sean S. Cunningham
- 1989 : House 3 (The Horror Show) de James Isaac
- 1992 : L'Attaque des aigles de fer 3 (Aces: Iron Eagle III) de John Glen
- 1992 : House 4 (House IV) de Lewis Abernathy
- 1992 : Kickboxer 3: Trafic à Rio (Kickboxer 3: The Art of War) de Rick King
- 1993 : My Boyfriend's Back de Bob Balaban
- 1993 : Jason va en enfer (Jason Goes to Hell: The Final Friday) d'Adam Marcus
- 1993 : Amore! de Lorenzo Doumani
- 1994 : Mort annoncée (Dead on Sight)
- 1995 : Timemaster
- 1995 : Storybook
- 1997 : A Gun, a Car, a Blonde
- 1997 : Catherine's Grove
- 1997 : Wishmaster de Robert Kurtzman
- 1998 : La Jeune fille et le milliardaire (Follow Your Heart)
- 1998 : Hidden Agenda
- 1999 : La prophétie des ténèbres (The Omega Code) de Robert Marcarelli
- 2001 : Carman: The Champion
- 2001 : XCU: Extreme Close Up (en) de Sean S. Cunningham
- 2001 : Jason X de James Isaac
- 2002 : Bad Karma
- 2002 : Wolves of Wall Street
- 2002 : Endangered Species
- 2004 : Les Traquées (Caught in the Headlights) de Gavin Wilding
- 2005 : Choker de Nick Vallelonga
- 2006 : All In de Nick Vallelonga
- 2006 : The Suspect de Keoni Waxman
- 2007 : Death Without Consent
- 2007 : Anna Nicole
- 2008 : House of Usher
- 2008 : Dead and Gone
- 2008 : iMurders
- 2008 : Playing with Fire
- 2009 : Stem Cell
- 2009 : Dog
- 2009 : The Black Waters of Echo's Pond
- 2011 : Beg
- 2011 : The Family
- 2012 : Snow White: A Deadly Summer
- 2012 : 2: Voodoo Academy
- 2012 : Immortal Kiss: Queen of the Night
- 2012 : Santa's Summer House
- 2013 : Hansel & Gretel: Warriors of Witchcraft
- 2013 : A Talking Cat ?
- 2013 : An Easter Bunny Puppy
- 2013 : Badass Showdown
- 2013 : Jackson's Run
- 2013 : A Talking Pony ?
- 2013 : My Stepbrother Is a Vampire ?
- 2014 : 3 Wicked Witches
- 2014 : 666: Kreepy Kerry
- 2014 : Devilish Charm
- 2014 : Knock 'em Dead
- 2014 : Bigfoot vs. D.B. Cooper
- 2014 : 90210 Shark Attack
- 2014 : 3 Scream Queens
- 2015 : A Blood Story
- 2016 : Lake Eerie
- 2016 : Sorority Slaughterhouse

##### Courts métrages
- 1975 : Mrs. Amworth
- 1975 : Angel and Big Joe
- 1975 : The End of the Game
- 1976 : The Case of the Cosmic Comic
- 1987 : There's a Nightmare in My Closet
- 1998 : The Lion's Den
- 2003 : Jason Vs. Leatherface
- 2007 : The Election
- 2009 : Mrs. Brumett's Garden
- 2010 : Get Off My Porch
- 2010 : Play Dead
- 2011 : Crestfallen
- 2013 : All That We See or Seem
- 2013 : The Days God Slept
- 2014 : I Kira
- 2015 : The 'Thing'
- 2015 : Debris
- 2015 : Friday the 13th: Wanted Legend

#### Télévision

##### Séries télévisées
- 1989 : CBS Summer Playhouse (1 épisode)
- 1989-1990 : War of the Worlds (10 épisodes)
- 2015 : Work Related (1 épisode)

##### Téléfilms
- 1975 : Mr. & Ms. and the Magic Studio Mystery
- 1984 : Corduroy
- 1986 : A Pocket for Corduroy de Gary Templeton
- 1990 : Angel of Death de Bill Norton
- 1994 : De l'autre côté de l'amour (Cries Unheard: The Donna Yaklich Story) d'Armand Mastroianni
- 2002 : Invasion finale (Terminal Invasion) de Sean S. Cunningham
- 2004 : Torn Apart de Stuart Alexander
- 2006 : Mon enfant a disparu (Amber's Story) de Keoni Waxman
- 2006 : Un Noël tout en lumière (Christmas on Chestnut Street) d'Anne Wheeler
- 2007 : L'insoutenable vérité (Unthinkable ) de Keoni Waxman
- 2009 : Une seconde vie (Mrs. Washington Goes to Smith) d'Armand Mastroianni
- 2011 : Christmas Spirit de David DeCoteau
- 2012 : A Halloween Puppy de David DeCoteau
- 2012 : Un plan diabolique (A Dark Plan) d'Armand Mastroianni

### Comme acteur
- 1978 : Manny's Orphans : Personnel Man